# Гайдар (село)
Гайдар (рум. Gaidar, гаг. Haydar) — село в Молдавии, в Чадыр-Лунгском районе АТО Гагаузия. Основано в 1796 году
.

## География
Через село, по направлению с севера на юг протекает река Лунгуца (правый приток реки Лунга, водосборный бассейн реки Ялпуг).

## Современное состояние
Общая площадь территории 50,0 км², что составляет 7,6 % площади района. На территории села по состоянию на 01.01.2015 года проживает 4610 человек или 7,2 % численности населения района, гагаузов — 4550, молдаван — 9, болгар — 13, русских — 11, украинцев — 7 и другие национальности. В структуре численности населения в трудоспособном возрасте — 69,2 % (3192 чел).

## Культура
- Музей гагаузского ковра
- Ежегодно в августе проводится Фестиваль гагаузских ковров

## Религия
- Православная церковь Успения Божьей Матери, храмовый день празднуется 28 августа.

## Инфраструктура
- На территории села Гайдар находятся объекты социальной сферы: 1 детское дошкольное учреждение, 1 гимназия, дом культуры, 2 библиотеки, 2 спортзала, офис семейных врачей.
- Протяжённость дорог составляет 24,0 км и 10 из которых с твёрдым покрытием.
- Жилищный фонд населённого пункта составляет 97,0 тыс. м². В селе 1112 домов и квартир, из которых 992 или 89,2 % оборудованы централизованным водоснабжением и 1034 или 93,0 % газифицированы.
- На территории села расположены 4 артскважины, 3 из которых в рабочем состоянии и 34 колодца, 2 из которых отвечают санитарным нормам.
- В селе зарегистрировано 41 экономических агентов, из них 8 сельскохозяйственных предприятий, 3 мельницы, 2 маслобойки, 11 продовольственных магазинов, 12 торговых предприятий и др.